# Ladytron
I Ladytron sono un gruppo musicale britannico, formato a Liverpool, Inghilterra, nel 1999. Il gruppo ha preso il nome dall'omonima canzone dei Roxy Music, presente nel loro album di debutto del 1972.

## Storia

### Esordi e604
I produttori e DJ Daniel Hunt e Reuben Wu si sono incontrati a Liverpool negli anni novanta. Hunt aveva fondato una label indipendente e gestiva un locale, mentre Wu lavorava presso l'università di Sheffield come designer.
Con lo pseudonimo Ladytron, i due realizzano il singolo He Took Her to a Move, cantato da Lisa Eriksson (che farà poi parte dei Techno Squirrels) e pubblicato nel luglio 1999.
Nell'estate 1999 Hunt e Wu conoscono le studentesse Helen Marnie (scozzese) e Mira Arojo (bulgara, poi dottoressa in genetica), che entrano nel gruppo come cantanti e tastieriste.
Nel dicembre 1999 il gruppo pubblica l'EP Miss Back and Her Friends solo in Giappone. Questo EP è seguito da Commodore Rock (giugno 2000) e Mu-Tron EP (ottobre 2000). Quasi tutte le tracce che costituiscono questi EP verranno inserite successivamente nell'album discografico di debutto dei Ladytron.
Il 6 febbraio 2001 il gruppo pubblica l'album 604 attraverso l'etichetta statunitense Emperor Norton. Il disco viene pubblicato anche in Europa e Stati Uniti da diverse etichette. L'album, scritto per la maggior parte da Daniel Hunt, è stato coprodotto dallo stesso Hunt con Lance Thomas. I singoli estratti sono He Took Her to a Movie, Playgirl e The Way That I Found You.
Per tutto il 2001 il gruppo si esibisce dal vivo e partecipa a diversi festival anche in Spagna (Festival Internacional de Benicàssim), Francia (La Route du Rock) e Regno Unito (Reading Festival). Inoltre la band apre i concerti dei Soulwax nel Regno Unito.
Nell'ottobre 2001 viene pubblicata la compilation Reproductions: Songs of The Human League, che include il brano Oper Your Heart degli Human League interpretato dai Ladytron.

### Light & MagiceWitching Hour
Il secondo album Light & Magic viene pubblicato il 17 settembre 2002 in Regno Unito e Stati Uniti e, nel giro di alcuni mesi, anche nel resto d'Europa e in Giappone. In questo disco lo stile del gruppo si fa più dark rispetto al precedente. L'album è stato scritto e prodotto a Los Angeles con la collaborazione di Mickey Petralia. Le canzoni più conosciute estratte da Light & Magic sono Seventeen, Blue Jeans e Evil.
Nel 2003 partecipano alla compilation Softcore Jukebox con due brani: il remix della loro Blue Jeans e la cover di Oops (Oh My) di Tweet. Sempre nel 2003 il gruppo è "open act" di Björk.
Nel periodo settembre-ottobre 2004 il gruppo si esibisce per alcune date in Cina.
Il terzo album in studio, Witching Hour, è quello più acclamato dalla critica. Esso esce il 3 ottobre 2005 per la Island Records e, come per i precedenti, sarà distribuito in diversi Paesi sotto diverse etichette. L'album è stato registrato presso gli Elevator Studios di Liverpool e prodotto dagli stessi Ladytron con Jim Abbiss. Inoltre si avvale della collaborazione di diversi musicisti, tra cui Pop Levi (basso) e Keith York (batteria). Le canzoni Sugar, Destroy Everything You Touch, International Dateline, Weekend e Soft Power vengono estratte come singoli.
Senza una precisa etichetta di supporto, il gruppo affronta un tour ricco di date e di seguito lungo circa due anni, e che include tappe in Nord e Sud America ed Europa. Nel 2007, inoltre, il gruppo si esibisce in Europa aprendo i concerti dei Nine Inch Nails.
Nel 2006 vede la luce Extended Play, un doppio EP/DVD contenente materiale riarrangiato, remix e B-side, nonché un documentario, intitolato Once Upon a Time in the East: Ladytron in China, che documenta i concerti del gruppo tenutisi in Cina nel 2004. Nello stesso anno (2006) il gruppo registra The Harmonium Sessions, disco contenente quattro canzoni suonate in unplugged.
Verso la fine del 2007 il gruppo firma un contratto con la Nettwerk.

### Velociferoe la raccolta
Il 2 giugno 2008 viene pubblicato l'album Velocifero (Nettwerk), registrato a Parigi con l'ausilio di Alessandro Cortini (Nine Inch Nails, Modwheelmood) e Vicarious Bliss. Dal disco vengono estratti i singoli Ghosts, Runaway e Tomorrow.
In seguito il gruppo compone tre tracce per la colonna sonora del videogioco The Sims 3. Nell'aprile 2009 la Nettwerk pubblica la compilation di remix Velocifero (Remixed & Rare).
Nel 2009 il gruppo si esibisce in alcune date con The Faint, Brian Eno. Sempre nel 2009 viene pubblicato il disco autoprodotto Live at London Astoria 16.07.08. 
Nel periodo immediatamente seguente, i Ladytron lavorano con Christina Aguilera, collaborando a diversi brani inseriti nell'edizione deluxe dell'album Bionic (pubblicato nel giugno 2010).
Inoltre il gruppo realizza un brano (Ace of Hz) che viene inserito nella colonna sonora del videogioco FIFA 11 e che viene pubblicato come singolo in formato digitale il 30 novembre 2010. L'11 gennaio 2011, invece, viene distribuito l'EP Ace of Hz, contenente sei tracce.
Il 28 marzo 2011 il gruppo pubblica la raccolta Best of 00-10, che include 17 tracce (nell'edizione standard) tra cui un inedito, ossia la cover dei Death in June Little Black Angel.
Sempre nel 2011 vengono pubblicati Best of Remixes e Best of 00-10 Videos.
Nel periodo aprile-luglio 2011 il gruppo intraprende un tour che vanta tappe in Russia, Europa e Cina.
Il 20 dicembre 2011 vengono pubblicate altre tre compilation di remix.

### Gravity the Seducer
Il quinto album in studio del gruppo viene pubblicato nel Regno Unito il 12 settembre 2011. Si tratta di Gravity the Seducer. L'album viene realizzato nelle campagne di Kent ed è prodotto insieme a Barny Barnicott (Kasabian, Arctic Monkeys). Il primo singolo estratto da Gravity the Seducer (escludendo Ace of Hz) è White Elefant, diffuso il 17 maggio 2011 e accompagnato da un videoclip pubblicato su YouTube nel luglio seguente. Viene anche estratto il brano Mirage (8 agosto, video l'11 novembre 2011).
Nel periodo settembre-dicembre 2011 il gruppo si esibisce in un tour che tocca Stati Uniti, Canada, Messico, Brasile, Cile, Thailandia, Indonesia e Singapore. Nei concerti relativi al Nord America, il gruppo è supportato da SONOIO, VHS or Beta e Geographer.
Viene poi realizzato il brano Tesla, facente parte della colonna sonora del videogame The Sims 3: Supernatural.
Nel 2012 Helen Marnie intraprende la carriera solista come Marnie: pubblica infatti l'album Crystal World nel giugno 2013 (PledgeMusic). Il disco è stato prodotto a Reykjavík con il supporto del suo compagno di band Daniel Hunt e del musicista islandese Barði Jóhannsson.
Il 29 novembre 2013 i Ladytron pubblicano l'album di remix Gravity the Seducer Remixed.

### L'eponimo album
Dopo un lungo periodo di tempo in cui i componenti della band si sono dedicati ad altri progetti artistici (Helen Marnie ha pubblicato due album da solista), il 1º febbraio 2019 il gruppo pubblica l'eponimo album Ladytron, il sesto in studio.

## Altre attività
I diversi membri del gruppo sono attivi in maniera autonoma come DJ.
Inoltre i Ladytron hanno remixato brani di e per diversi artisti come David Gahan, Goldfrapp, Placebo, Gang of Four, Blondie, Christina Aguilera, Bloc Party, Kings of Convenience, Indochine, She Wants Revenge, Nine Inch Nails e Soulwax.
Come già citato, Helen Marnie ha pubblicato un album solista (Crystal World) nel 2013, anticipato dal video di The Hunter.
Daniel Hunt ha lavorato sulle colonne sonore di diversi film, tra cui Would You Rather, ed ha prodotto Crystal World di Marnie, oltre a Marina Gasolina e Niue.
Reuben Wu è attivo anche come fotografo. A tal proposito, nel 2011 ha pubblicato un libro di foto scattate prevalentemente in Norvegia. Nel 2010 ha lavorato con gli Electric Six per l'album Zodiac.
Hunt e Wu, insieme a DJ Revo, gestiscono un locale chiamato Evol a Liverpool, aperto nel settembre 2003.
Mira Arojo ha collaborato con la band indie pop The Projects (in Don't Eat Meat) e con John Foxx & The Maths (in Watching a Building on Fire).
I Ladytron, infine, hanno lavorato come produttori ed autori per due brani (Birds of Prey e Little Dreamer) inseriti nell'edizione 2011 dell'album Bionic di Christina Aguilera.

## Formazione
- Helen Marnie (nata a Glasgow, Scozia, nel 1978) - voce, sintetizzatore, piano
- Mira Arojo (in bulgaro: Мира Аройо, nata a Sofia, Bulgaria, nel 1977) - voce, sintetizzatore
- Daniel Hunt (originario di Liverpool, Inghilterra) - sintetizzatore, chitarra, basso, cori
- Reuben Wu (originario di Liverpool, Inghilterra, nato nel 1975) - sintetizzatori

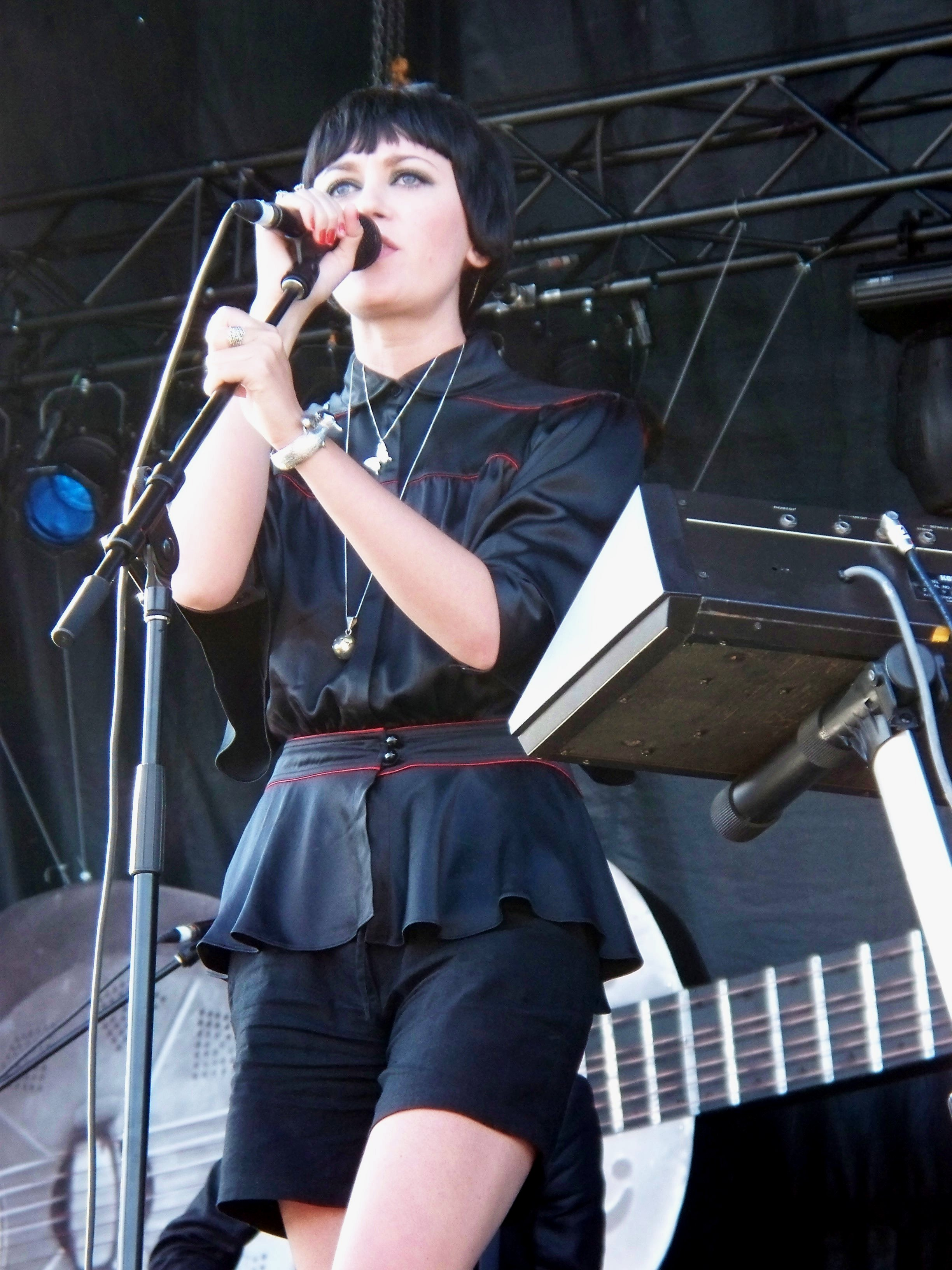
Helen Marnie
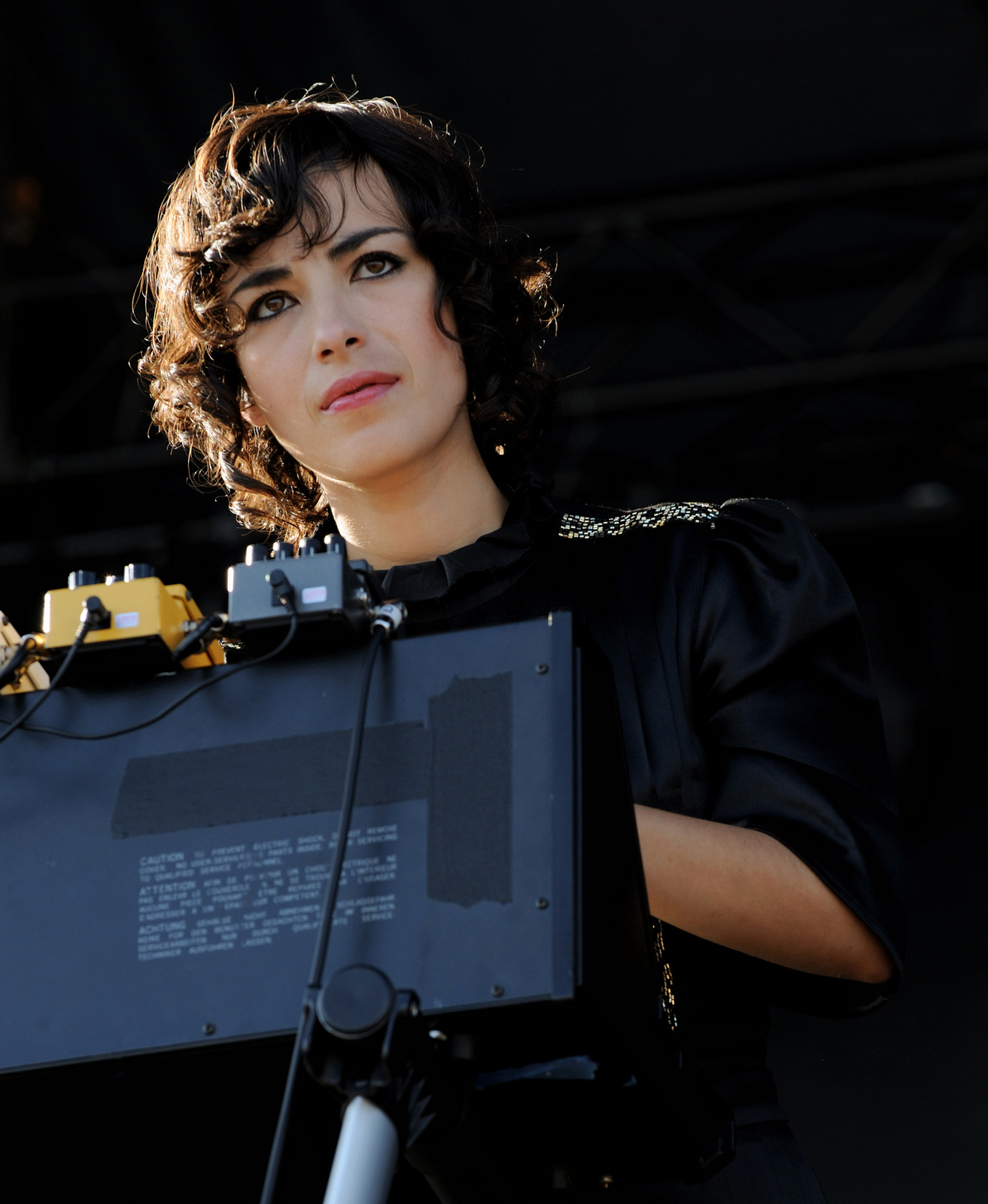
Mira Arojo
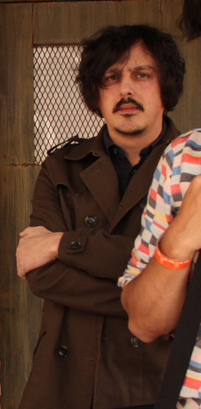
Daniel Hunt
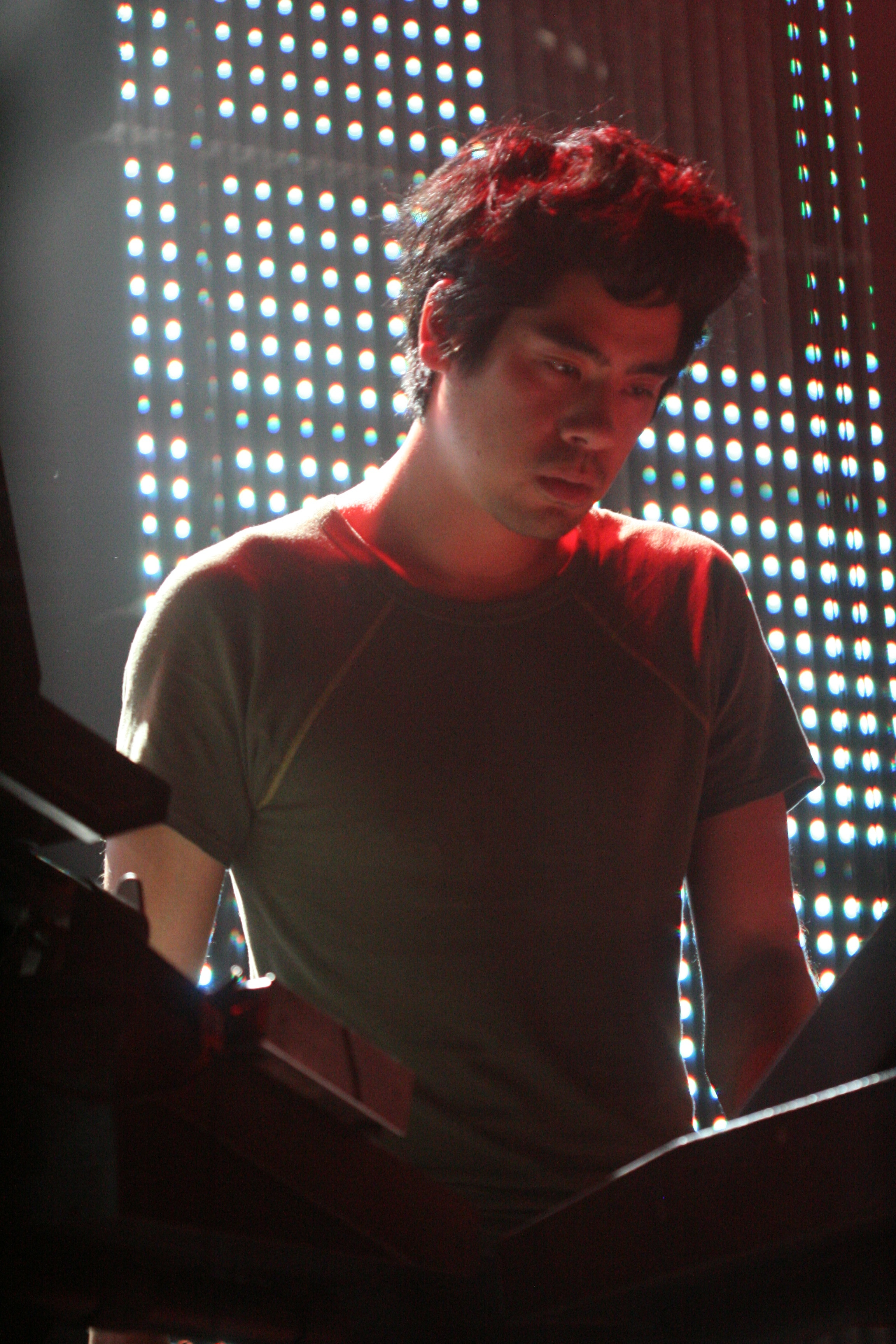
Reuben Wu

## Stile ed elementi musicali
Il sound del gruppo combina electro pop ed elementi di new wave e shoegaze.
Sono frequenti anche i duetti (generalmente tra Marnie e Arojo) e i brani strumentali.
I Ladytron mescolano elementi di genere elettronico. I loro concerti dal vivo si basano sia su chitarre e percussioni, che su strumenti elettronici. Diversamente da altri artisti elettronici, evitano l'utilizzo di campionamenti nei loro spettacoli, mentre suonano tutto dal vivo con i sintetizzatori, similmente agli Human League, che sono tra i loro gruppi ispiratori.
I loro testi sono spesso oscuri, dominati da racconti di vita quotidiana, e alcune volte sono in bulgaro, lingua di Mira Arojo, componente della band.
La loro prima esperienza discografica, il singolo He Took Her to a Movie, era con una cantante diversa, mentre tutto il resto del materiale del loro primo disco, dal titolo 604, era eseguito dalle attuali cantanti. Fino ad oggi, obbiettivo dei musicisti è stato mantenere l'equilibrio tra le strutture pop e un suono retro, contemporaneamente a inclinazioni molto più sperimentali.

## Strumenti

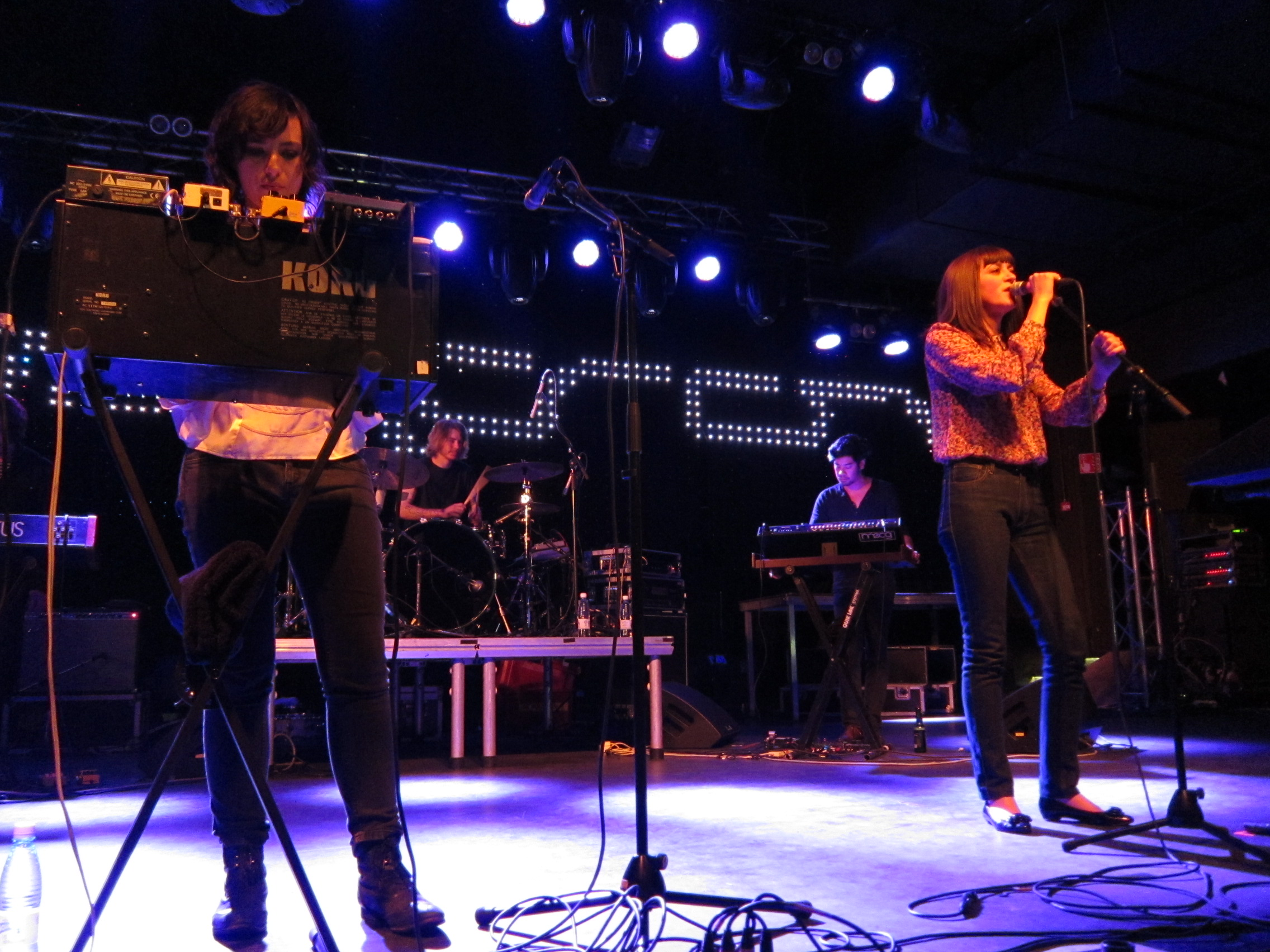
Il gruppo in un concerto a Helsinki nel maggio 2011

Durante i concerti, il gruppo utilizza sintetizzatori d'epoca, tra cui un Korg MS-10 e un MS-20, un Roland SH-2 e quattro MS-2000B, che sono rielaborazioni moderne per quanto riguarda la tecnologia, ma carrozzati come gli originali. Questi ultimi sono soprannominati Babylon, Ulysses, Gloria e Cleopatra, e i nomi sono scritti a grandi caratteri bianchi sul retro: Hunt spiega che è solo un accorgimento tecnico, per riconoscere gli strumenti in fase di sound check.

## Discografia parziale

### Album in studio
- 2001 - 604
- 2002 - Light & Magic
- 2005 - Witching Hour
- 2008 - Velocifero
- 2011 - Gravity the Seducer
- 2019 - Ladytron
- 2023 - Time's Arrow

### Album dal vivo
- 2009 - Live at London Astoria 16.07.08

### Raccolte
- 2003 - Softcore Jukebox
- 2011 - Best of Remixes
- 2011 - Best of 00-10

### EP
- 1999 - Miss Black and Her Friends
- 2000 - Commodore Rock
- 2000 - Mu-Tone EP
- 2006 - Extended Play
- 2006 - The Harmonium Sessions
- 2011 - Ace of Hz EP

## Videografia
- 2005 - Witching Hour bonus DVD (DVD)
- 2006 - Extended Play (DVD)
- 2011 - Best of 00-10 Videos (H.264)